# Plathemis lydia
Plathemis lydia là loài chuồn chuồn trong họ Libellulidae. Loài này được Drury mô tả khoa học đầu tiên năm 1773.

## Hình ảnh

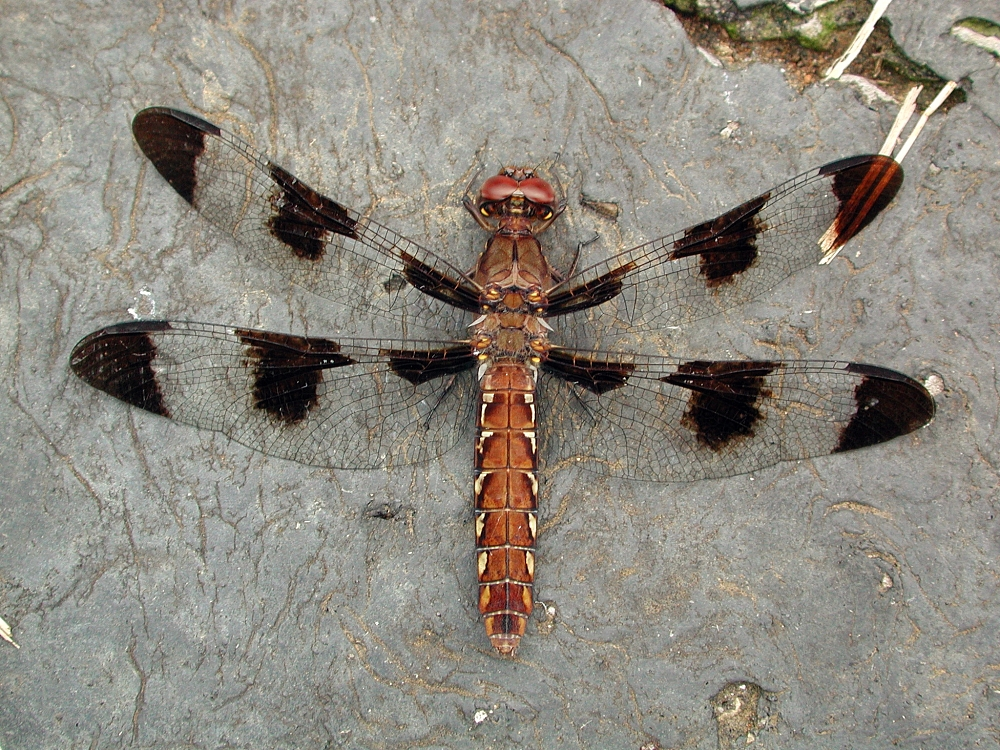
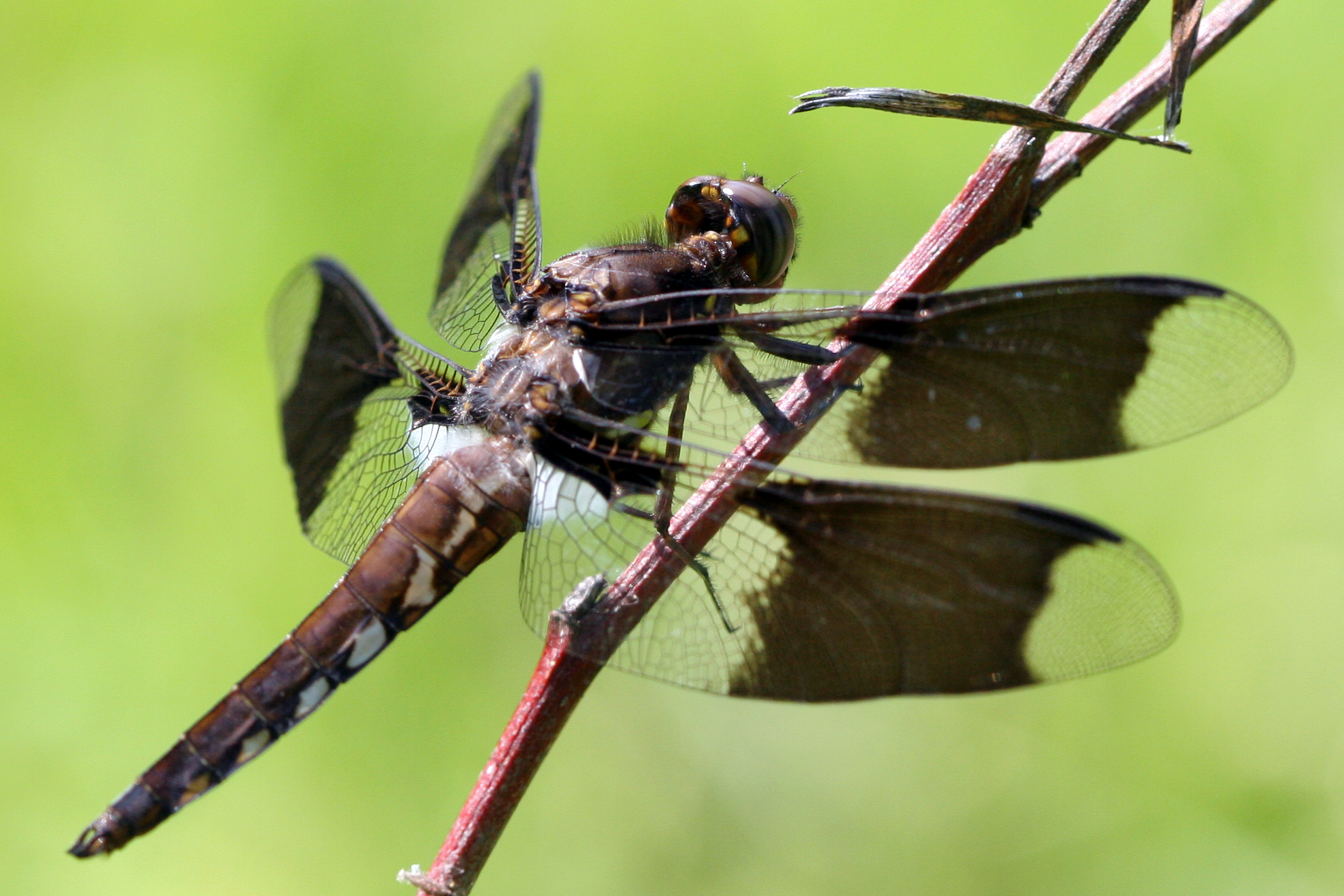
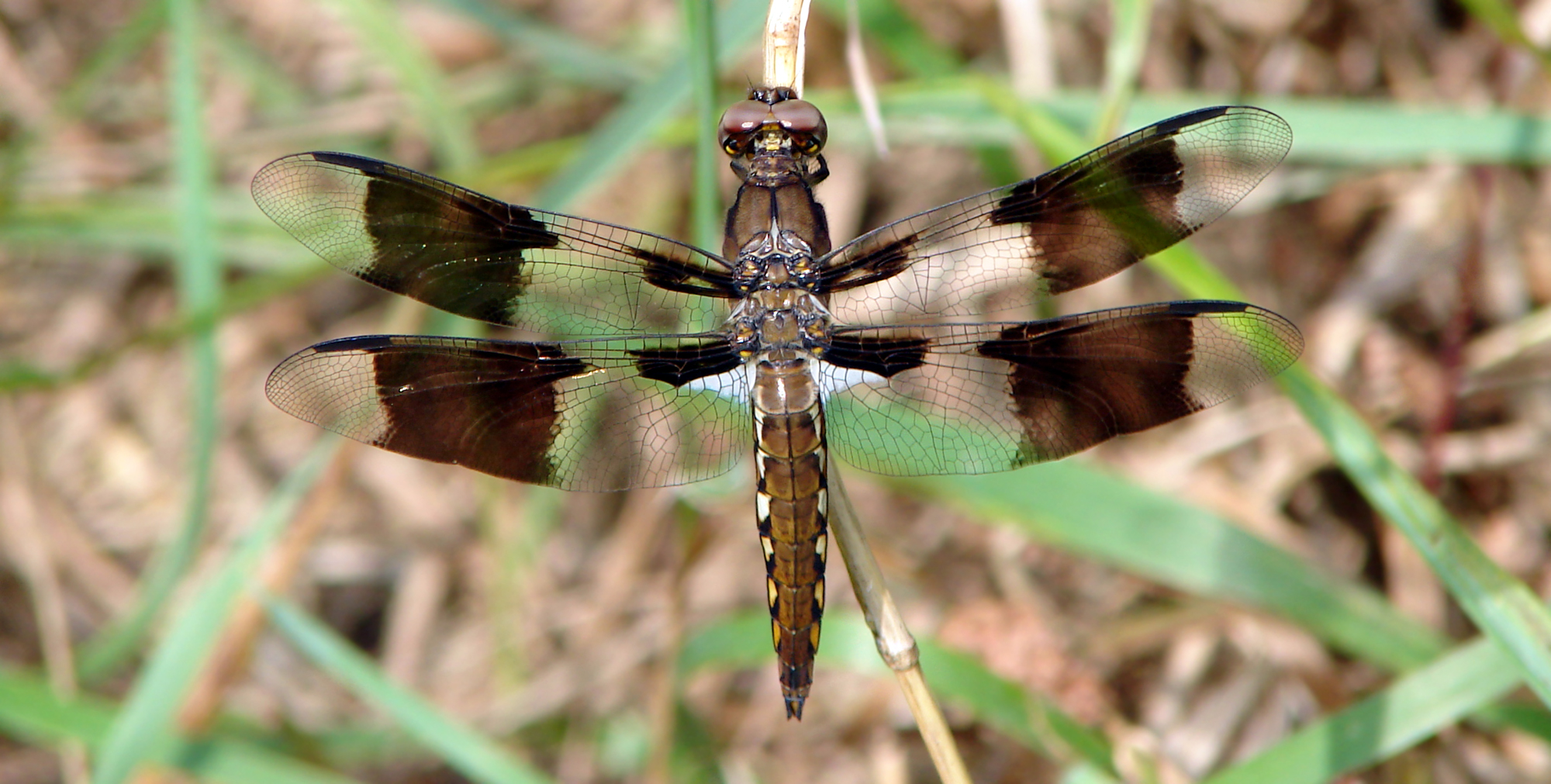
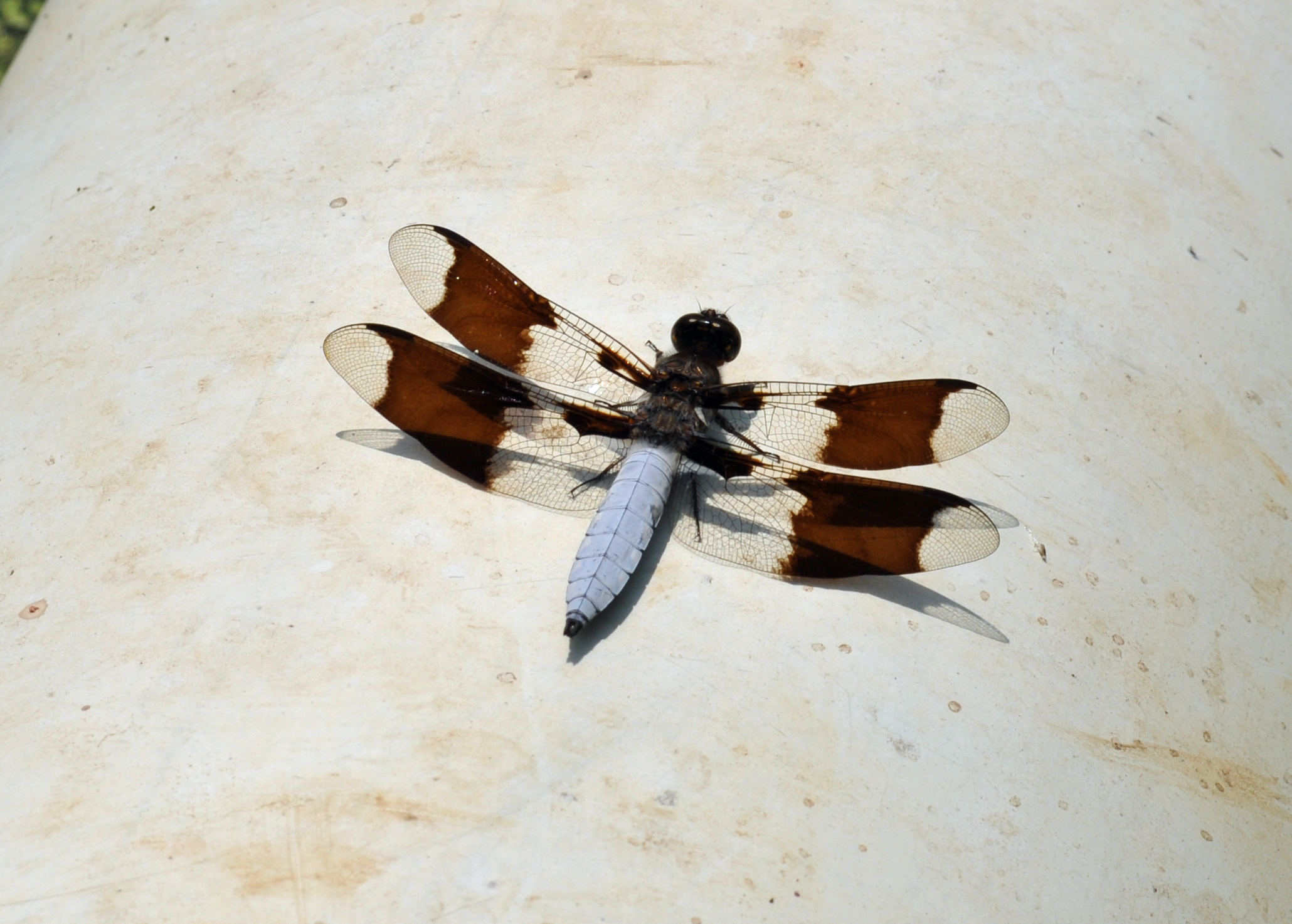